# Alan Smart
Pour les articles homonymes, voir Smart (homonymie).
Alan Smart est un animateur et directeur d'animation principalement connu pour son travail pour la série Bob l'éponge. Il a aussi travaillé comme réalisateur et assistant réalisateur pour Les Simpson.

## Biographie
Alan Smart commence sa carrière en tant qu'assistant animateur des films Les Aventures des Chipmunks, Oliver et Compagnie et La Petite Sirène.
En 1990, il devient directeur de l'animation et travaille sur des séries d'animation comme Les Simpson, Les Razmoket, Ren et Stimpy, Drôle de Monstres et Bob l'éponge.

## Filmographie

### Département animation
- 1987 : Histoires fantastiques (1 épisode)
- 1987 : The Chipmunk Adventure
- 1988 : Technological Threat
- 1988 : Oliver et Compagnie
- 1989 : La Petite Sirène
- 1990 : Box-Office Bunny
- 1990-1992 : Les Simpson (5 épisodes)
- 1991-1997 : Les Razmoket (2 épisodes)
- 1993 : Recycle Rex
- 1993-1996 : Rocko's Modern Life (22 épisodes)
- 1994-1995 : Ren et Stimpy (2 épisodes)
- 1994-1997 : Drôles de Monstres (35 épisodes)
- 1995 : Profession : critique (1 épisode)
- 1996 : Hé Arnold ! (1 épisode)
- 1997 : Duckman (14 épisodes)
- 1997 : La Cour de récré (3 épisodes)
- 1998 : Michat-Michien (3 épisodes)
- 1998-1999 : La Famille Delajungle (25 épisodes)
- 1999-2012 : Bob l'éponge (65 épisodes)
- 2002-2003 : Clone High (13 épisodes)
- 2004 : Bob l'éponge, le film
- 2005 : Chadébloc (1 épisodes)

### Réalisateur
- 1991 : Les Simpson (1 épisode : Un cocktail d'enfer)
- 1994 : Profession : critique (3 épisodes)
- 1996 : Hé Arnold ! (1 épisode)
- 1999 : Bob l'éponge (49 épisodes)

### Assistant réalisateur
- 1991 : Les Razmoket (2 épisodes)
- 1990-1993 : Les Simpson (14 épisodes)

### Acteur
- 2002 : Bob l'éponge : Party Extra (1 épisode)
- 2003 : My Life with Morrissey